# Srednja Dobrinja
Srednja Dobrinja (em cirílico: Средња Добриња) é uma vila da Sérvia localizada no município de Požega, pertencente ao distrito de Zlatibor, na região de Stari Vlah. A sua população era de 408 habitantes segundo o censo de 2011.

## Demografia
| 1948 | 1953 | 1961 | 1971 | 1981 | 1991 | 2002 | 2011 |
| ---- | ---- | ---- | ---- | ---- | ---- | ---- | ---- |
| 841  | 840  | 770  | 712  | 679  | 578  | 481  | 408  |